# Buxus megistophylla
Buxus megistophylla är en buxbomsväxtart som beskrevs av H. Lév. Buxus megistophylla ingår i släktet buxbomar, och familjen buxbomsväxter. Inga underarter finns listade i Catalogue of Life.